# Banlieue 13 - Ultimatum
Banlieue 13 - Ultimatum (br: 13º Distrito - Ultimato ) é um filme francês de 2009, do gênero ficção científica, sequencia do filme Banlieue 13 de 2004. roteiro de Luc Besson e direção de Patrick Alessandrin.

## Enredo
13º Distrito, dois anos depois. O governo não mudou nada. O muro está cada vez maior e mais longo, separando as cidades do resto da sociedade e transformado-as em guetos onde as gangues proliferam e aumentam sua influência. Cinco vizinhos étnicos, todas controladas por chefes perigosos, controlam todo o tipo de comércio ilegal. Mais determinados que nunca em "resolver o problema", os serviços secretos deliberadamente acendem o fogo neste barril de pólvora. Leïto, que consegue se esgueirar incógnito pelos lugares mais perigosos do distrito, e Damien, policial especialista em artes marciais, juntam-se novamente para salvar o 13º Distrito do caos e da destruição.

## Elenco
- David Belle - Leïto
- Cyril Raffaelli - Damien Tomaso
- Philippe Torreton - Presidente da França
- Daniel Duval - Walter Gassman
- Élodie Yung - Tao
- MC Jean Gab'1 - Molko
- Fabrice Fletzinger - Little Montana
- Laouni Mouhid - Ali-K
- Pierre-Marie Mosconi - Roland
- Sophie Ducasse - Sonya